# هیسن
هیسن (به آلمانی: Heeßen) یک شهر  در آلمان است که در شاومبورگ واقع شده‌است. هیسن ۱٬۵۹۳ نفر جمعیت دارد.